# 阿道夫·希特勒的私人藏书
阿道夫·希特勒的私人藏书中不包括他为德国国家图书馆购入的书籍。希特拉青年團全国领袖巴爾杜爾·馮·席拉赫曾声称希特勒的藏书大约有6000册，而且他每一册都读过。学者Tyler James Oechsner估计希特勒的藏书共有16300册。盟军曾毁掉了一部分藏书，迄今沒有證據能证实希特勒的藏书数目。
尽管同时代的人都说希特勒爱读德国作家，尤其是弗里德里希·尼采的著作，但“在他的私人藏书中完全找不到约翰·沃尔夫冈·冯·歌德、弗里德里希·席勒、阿图尔·叔本华、尼采的书”。据称希特勒认为威廉·莎士比亚的作品要比歌德和席勒的要优秀得多。他有一部由格奥尔格·穆勒于1925年翻译的莎士比亚作品合集。他一生都乐于引述特定的书中语句。希特勒收藏的歌德、席勒、但丁、叔本华的著作也许毁于盟军空袭，所以我们无法弄清他的藏书中是否真的缺少这几人的著作。据称他的藏书中包括“哲学家、史学家、诗人、剧作家、小说家的作品的首部印刷版本”。希特勒藏有《堂吉诃德》和《鲁滨逊漂流记》的插图版本，他認為这两本著作与《格列佛遊記》和《汤姆叔叔的小屋》一同算作世界文学史上的伟大作品。希特勒本人十分热爱阅读：他曾自称每晚都至少会读一本书。与他相熟的女性也经常将书作为礼物送给她。“今日在他的私人藏书中能找到的唯一杰出古典文学著作就是海因里希·冯·克莱斯特的作品合集。”

## 历史
最早于1942年，有人发表了一篇關於希特勒私人藏书的文章，這是首次有人提及希特勒藏書的事情。後來收藏在柏林德國總理府的希特勒私人藏书都被苏联人没收并送往莫斯科。藏于慕尼黑和贝希特斯加登的书籍以及放在贝希特斯加登的希特勒的國家和工業領袖的哥倫布地球儀则被美军士兵当作战利品掳走。后来在贝希特斯加登的一座盐矿里，人们又发现了三千多册藏书，之后國會圖書館将它们全部带走。被追回的书籍中最最厚的一本是关于德国殖民地的，其中还写有给希特勒的献词，支持他“重夺原殖民地。”这些书目前被锁在美国国会图书馆的一个特别房间里，一次最多可借阅5本，且只能在稀有书籍阅览室中阅读。在布朗大学的地下室里还发现了80部希特勒藏书。